# أبناء وقتلة (فلم)
أبناء وقتلة فيلم مصري ميلو درامي من إخراج عاطف الطيب وبطولة محمود عبد العزيز ونبيلة عبيد, يتناول التغييرات التي حدثت في المجتمع المصري منذ قيام ثورة 1952 وحتى ثمانينات القرن العشرين.

## قصة الفيلم
عندما يشتري (شيخون) (محمود عبد العزيز) بار من خواجة ويعمل بها ويتزوج نبيلة عبيد، ولكنه يسرق ذهبها بعد زواجهما بليلة واحدة، تلد له ولدين، ويسجن بسبب تستره على زوج أخته وكان وراء ذلك زوجته (نبيلة عبيد)، وتتزوج في فترة سجن شيخون بالضابط الذي سجن شيخون مما يثير حقده عليها خاصه وانها بهذا تكون فضلت عليه رجل آخر وهي خيانه لاتغتفر ف شرع الرجال المصريين، وعندما يخرج من السجن يذهب لها ليجدها تريد ترك له اموال وانها قد عملت كراقصه ليتفق مع أحد القتلة الماجورين على قتلها في واحد من أكثر مشاهد الفيلم قسوه حيث يستدرجها القاتل إلى طريق صحراوى ويتعلل بان السيارة تعطلت وبدم بارد ينزلها من السيارة لتجده قد فتح مطوه وقبل أن تفكر يكون قد سدد السلاح الأبيض إلى بطنها بقوه بطعنتين متتاليتين لتسيل دماءها وتموت ويخفى القاتل جثتها ويستولى على مصوغاتها وحين يعود يجد السيارة ليجدها قادمه إليه بسرعه ويكون شيخون هو قائدها فيدهسه حتى يختفى السر معه ثم يأخذ شيخون الأولاد ويعيش وتربيهم أخته ويعمل في تجارة السلاح.
نهاية الفيلم مأسوية حيث يُقتَل زهير في النهاية برصاص أبيه شيخون حين كان يقصد قتل الضابط الذي خطف زوجته في الماضي والذي ارتبطت ابنته بقصّة حب مع ابنه القتيل.

## الممثلون
- محمود عبد العزيز .. شَيْخون
- نبيلة عبيد .. دلال
- شريف منير .. ونيس
- مجدي وهبة .. العقيد أحمد غانم
- أحمد سلامة .. زهير
- رجاء حسين .. أنعام
- أحمد بدير .. خليل
- نادية عزت .. سميحة
- ناهد رشدي .. سُهى
- حسن الديب .. الخواجة صاحب البار
- أحمد الحلواني .. طالب في الجامعة

## روابط خارجية
- أبناء وقتلة على موقع IMDb (الإنجليزية)
- أبناء وقتلة على موقع الدهليز
- أبناء وقتلة على موقع قاعدة بيانات الأفلام العربية
- أبناء وقتلة على موقع قاعدة بيانات الفيلم (الإنجليزية)
- أبناء وقتلة على موقع ليتربوكسد (الإنجليزية)